# Waynesboro (Pennsylvania)
Waynesboro ist ein Borough im Franklin County im US-Bundesstaat Pennsylvania. Laut Volkszählung im Jahr 2020 hatte sie eine Einwohnerzahl von 10.951 auf einer Fläche von 8,8 km². Sie ist Teil der Metropolregion Chambersburg innerhalb des Großraums Baltimore-Washington.

## Geschichte
Die Region um den Antietam Creek war vor der Besiedlung durch Anglo-Europäer in der Mitte des 18. Jahrhunderts schon seit Jahrtausenden von amerikanischen Ureinwohnern bewohnt. Ab 1751 erwarb ein gewisser John Wallace mehrere Optionsscheine für das Land, auf dem heute das Zentrum der Stadt steht. 1797 legte John Wallace, ein Sohn des ursprünglichen britischen Siedlers, die Siedlung an. Bei der Gemeindegründung im Jahr 1831 erhielt die Gemeinde den Namen Waynesboro. Es ist eine von mehreren Dutzend Städten und Countys, die nach General Anthony Wayne, einem Helden des amerikanischen Revolutionskriegs, benannt wurden.
Während des amerikanischen Bürgerkriegs spielte Waynesboro eine Rolle im Gettysburg-Feldzug im Juni und Juli 1863. In der Woche vor der Schlacht von Gettysburg passierte die Division des konföderierten Generalmajors Jubal Early des Korps von Generalleutnant Richard S. Ewell der Army of Northern Virginia die Gemeinde auf ihrem Weg nach Norden. Nach der Schlacht ritt General Robert E. Lee mit seinen sich zurückziehenden Truppen durch die Grenzgemeinde.
In den frühen Jahren des 20. Jahrhunderts hatte sich Waynesboro zu einer industriellen Stadt entwickelt. Sie war bekannt für die Herstellung von Motoren, Kesseln, Schleifmaschinen, Dreschmaschinen, Bohrmaschinen, Bolzenschneidern, Holz- und Eisenarbeiter-Schraubstöcken, Mutternfräsern usw. Es gab auch Gießereien und Maschinenwerkstätten und Hersteller von Holzprodukten. Im Jahr 1900 lebten 5.396 Menschen in der Stadt, 1910 waren es 7.199 Menschen und 1940 10.231 Menschen (mehr als bei der Volkszählung im Jahr 2000).
Mit der industriellen Umstrukturierung wurden Unternehmen von größeren ausländischen oder einheimischen Firmen aufgekauft, die nicht die Interessen der einheimischen Arbeitnehmer im Sinn hatten, was die Stadt viele Arbeitsplätze kostete. Die Einwohnerzahl der Stadt ging bis in die 1960er Jahre zurück und die Menschen zogen zum Arbeiten in größere Städte. Von 2000 bis 2010 gab es einen Anstieg der Bevölkerung aufgrund von Menschen, die einen Zweitwohnsitz hatten, sich in der Gegend zur Ruhe setzten und einem Zustrom von Menschen, die aus den Städten nach günstigeren Wohnungen suchten. Dies konnten sie tun, weil die Gemeinde etwa eine Autostunde von Washington, DC, Baltimore und Harrisburg sowie den dazugehörigen Flughäfen entfernt ist.

## Demografie
Nach einer Schätzung von 2019 leben in Waynesboro 10.886 Menschen. Die Bevölkerung teilt sich im selben Jahr auf in 91,6 % Weiße, 5,8 % Afroamerikaner, 0,6 % amerikanische Ureinwohner, 0,3 % Asiaten und 1,4 % mit zwei oder mehr Ethnizitäten. Hispanics oder Latinos aller Ethnien machten 3,4 % der Bevölkerung aus. Das mittlere Haushaltseinkommen lag bei 43.557 US-Dollar und die Armutsquote bei 17,0 %.